# Draculina

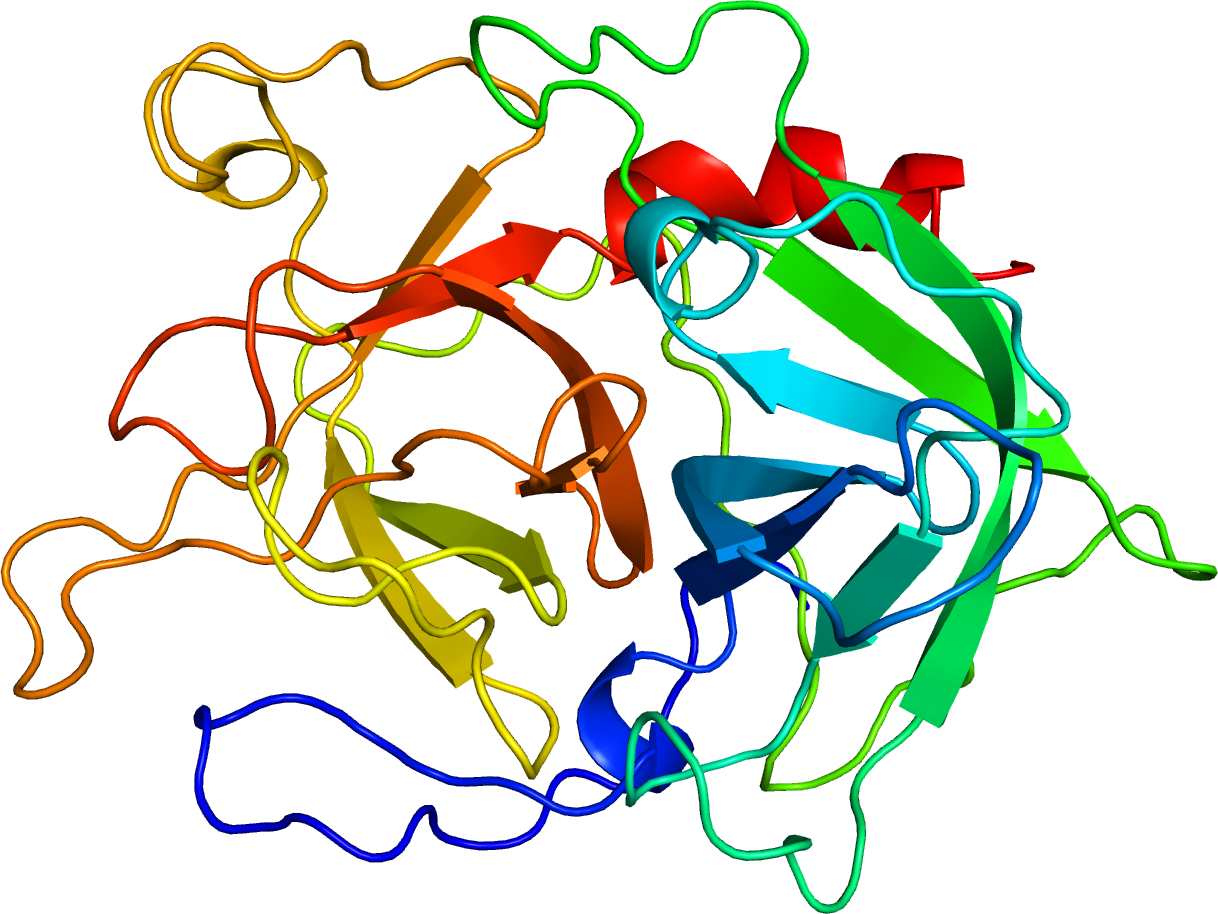
Estructura 3D de la desmoteplasa, una sustancia química que se encuentra en la saliva de los murciélagos Desmodus rotundus

La draculina (por Drácula) es una glucoproteína que se encuentra en la saliva del murciélago Desmodus rotundus y se compone de 411 aminoácidos, pesa 88,5 kDa y funciona como un anticoagulante inhibiendo los factores IX (IXa) y X (Xa), manteniendo así la sangre sin coagular de la víctima de mordida.
Draculina se está estudiando actualmente ya que puede ser útil como tratamiento para accidentes cerebrovasculares y ataques cardíacos. La proteína ha demostrado utilidad en el tratamiento de accidentes cerebrovasculares isquémicos, que representan la mayoría de los accidentes cerebrovasculares.